# Claude-Gérard Marcus
Pour les articles homonymes, voir Marcus.
Claude-Gérard Marcus est un homme politique français, né le 24 août 1933 dans le 16e arrondissement de Paris et mort le 22 juillet 2020 dans la même ville. Il a été député du 10e arrondissement de Paris durant sept mandats consécutifs.

## Biographie
Claude-Gérard Marcus est né en 1933 dans le 16e arrondissement de Paris. Il est le fils de Paul Marcus, docteur en médecine, puis marchand de tableaux à Paris.
Il échappe aux rafles pendant la Seconde Guerre mondiale.
Claude-Gérard Marcus meurt le 24 juillet 2020 à l’âge de 86 ans.

## Musée d'Art et d'Histoire du Judaïsme
Claude-Gérard Marcus préside à partir de 1988 le Musée d'art Juif de Paris. Il est un des créateurs du Musée d'Art et d'Histoire du judaïsme, dont il est le président de 1998 jusqu'en 2001. Il en devient ensuite le président d'honneur.

## Honneurs
- Officier de la Légion d'honneur, décoration remise par le président de la République Jacques Chirac, le vendredi 5 mai 2006 au palais de l'Élysée[3]
- Depuis mars 2022, une voie porte son nom dans le 10e arrondissement de Paris.

## Publications
Politique
- Du sens de l'histoire aux pensées uniques : Quelques vérités d'un ancien député gaulliste, Paris, Éditeur François-Xavier de Guibert, 2001, 140 p. (ISBN 2-86839-763-8)

Histoire de l'art
Monographies
(par ordre alphabétique d'artiste)
- Un petit maître mal connu : Jean-Baptiste Bénard, Paris, s. d.
- Francesco Casanova : Peintre Européen, Paris, s.d.
- Jean-Baptiste Claudot : Peintre de Nancy (1733-1805), Paris, 1964
- Jean-Baptiste Claudot : Peintre de Nancy (1733-1805), Paris, 1970
- Un maître de la nature morte redécouvert : Meiffren Conte : Peintre d'orfèvrerie (1630-1705), Paris, 1966
- Un Petit Maître méconnu, Louis-Philippe Crépin (1772-1851), Paris, 1964
- Alexis Grimou (1678-1733). Peintre de portraits, Paris, 1976
- Étienne Jeaurat : Peintre de Paris (1699-1789), Paris, 1968
- Jacob Van de Kerckhoven ou Giacomo da Castello, deux noms... Un seul artiste, Paris, 1976
- Jean-Baptiste Lallemand (1716-1803), Paris, 1996
- Lanfant de Metz, Paris, 1974
- Otto Marseus van Schrieck et les peintres de reptiles, insectes et sous-bois, Paris, 1974
- À la recherche du pseudo Van de Venne : Un expressionniste au XVIIe siècle, Paris, s. d.
- Jacques-Antoine Vallin, Paris, 1980
- Les Watteau de Lille (Louis-Joseph et François Watteau), Paris, 1976